# Bålforsens dämningsområde
Bålforsens dämningsområde är en sjö i Lycksele kommun i Lappland och ingår i Umeälvens huvudavrinningsområde. Sjön har en area på 5,16 kvadratkilometer och ligger 251,9 meter över havet. Sjön avvattnas av vattendraget Umeälven.

## Delavrinningsområde
Bålforsens dämningsområde ingår i det delavrinningsområde (717774-162300) som SMHI kallar för Rinner till Bålforsens Dämningsomr. Medelhöjden är 312 meter över havet och ytan är 27 kvadratkilometer. Det finns inga avrinningsområden uppströms utan avrinningsområdet är högsta punkten. Avrinningsområdets utflöde Umeälven mynnar i havet. Avrinningsområdet består mestadels av skog (89 procent). Avrinningsområdet har 0,15 kvadratkilometer vattenytor vilket ger det en sjöprocent på 0,6 procent.